# Castell de Báthory
El castell de Báthory o Ciutadella de Báthory, també conegut com a fort Șimleu Silvaniei, és un fort històric de Romania, a la moderna ciutat de Șimleu Silvaniei. Des de la dècada de 1590, el castell va ser la principal residència de la família hongaresa Báthory durant l'era del Principat de Transsilvània.

## Galeria

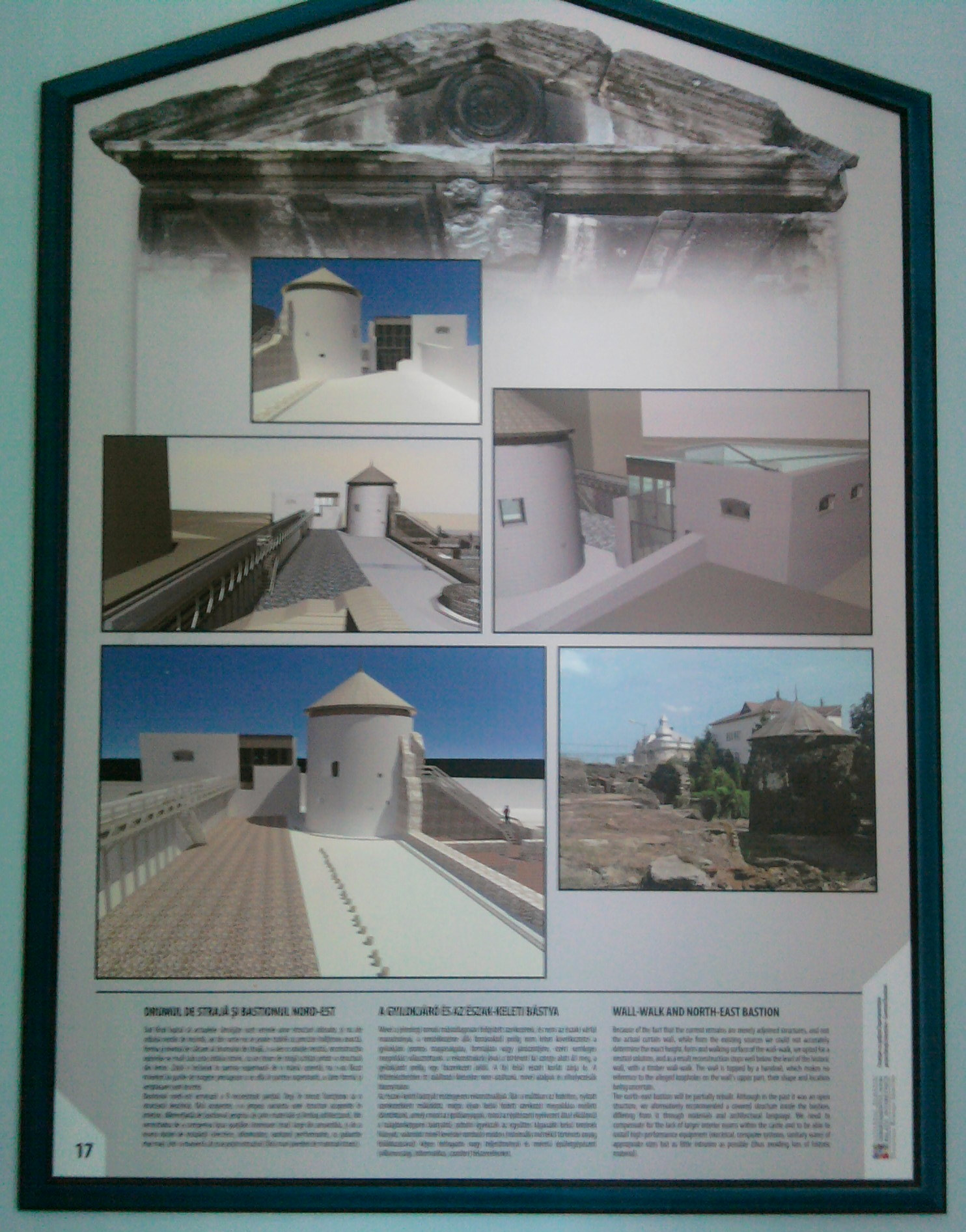
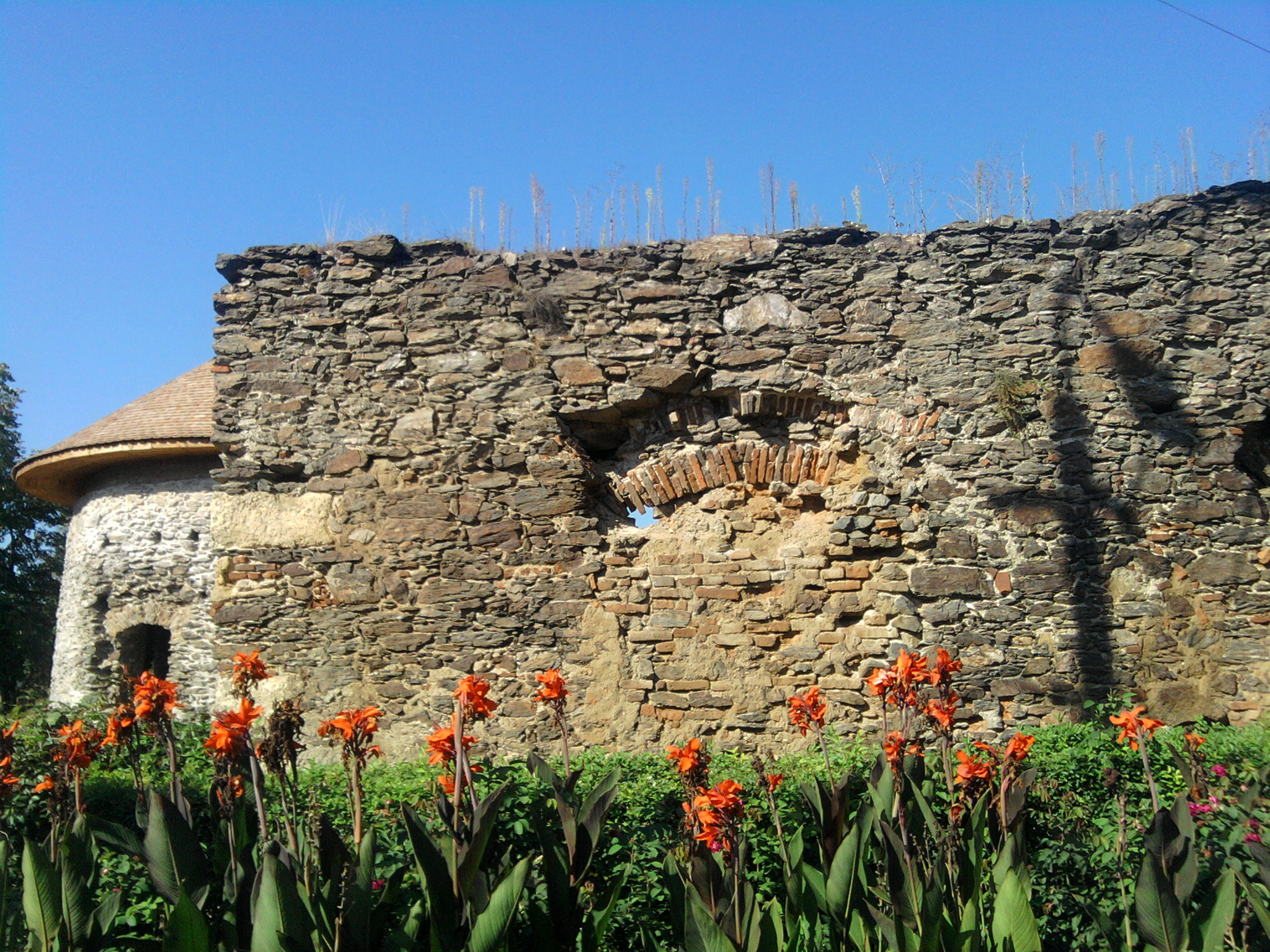
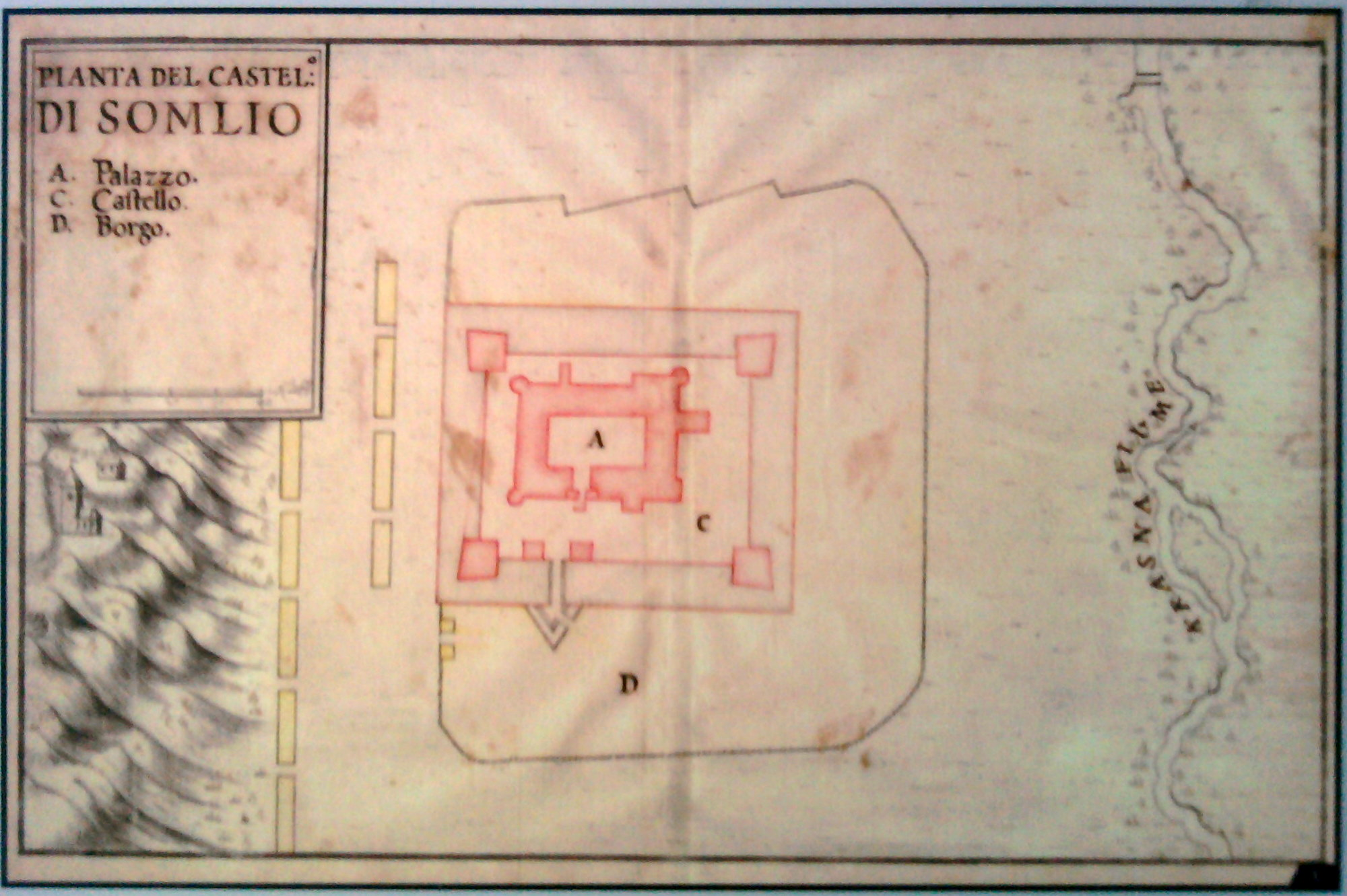